# Morgan Freeman
Morgan Freeman (Memphis, Tennessee, Estats Units, 1 de juny de 1937) és un actor estatunidenc guanyador d'un Oscar. Acostumat a segons papers, es fa un lloc a la primera línia a partir de Tot passejant Miss Daisy (1990).

## Biografia
Morgan Freeman va anar a l'escola de Greenwood (Mississipi). Va fer el servei militar a la força aèria, i se'n va anar a Califòrnia a estudiar ball i art dramàtic al Los Angeles City College. A Broadway s'estrena de comediant el 1967 a la recuperació de Hello Dolly! amb Pearl Bailey. El mateix any, té un paper a The Nigger Lovers al costat de Stacy Keach i Viveca Lindfors. A la televisió, fa el paper d'Easy Rider a la sèrie The Electric company que el dona a conèixer al públic nord-americà.

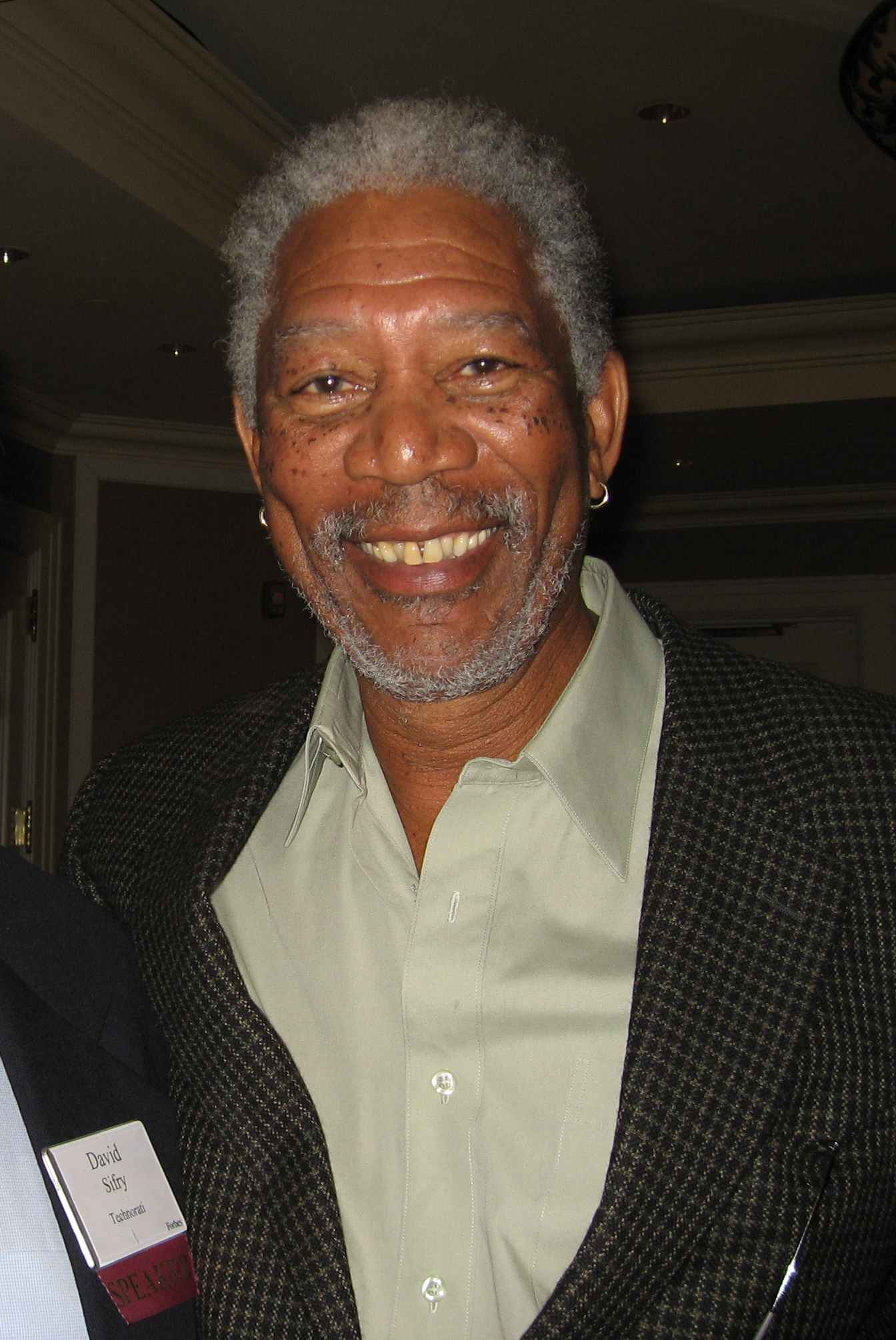
Morgan Freeman

Morgan Freeman triga a destacar al cinema. El 1987, el seu paper de Fast Black a Street Smart li dona molts premis (premi al millor segon paper masculí pels New York Film Critics, els Los Angeles Film Critics i la National Society of Film Critics), i també una nominació als Globus d'Or. Li surt millor amb Tot passejant Miss Daisy, que li permet guanyar el 1990 un Premi Globus d'Or, un Os de Plata i una nominació als Oscars pel seu paper de xofer negre. Des de llavors, enllaça els èxits comercials com Temps de glòria (1989) d'Edward Zwick, Robin Hood: Príncep dels lladres (1991) de Kevin Reynolds o Sense perdó (1992) de Clint Eastwood.
Fa sovint personatges amb saviesa i determinació: és el jutge Leonard White a La foguera de les vanitats (1991), el presoner modèlic a Cadena perpètua (1995), el detectiu lúcid i experimentat al costat de l'impetuós Brad Pitt a Seven (1996), el President dels Estats Units a Deep Impact (1997), el tenaç inspector que interroga Gene Hackman a L'ombra de la sospita (2000), el cap de l'analista de la CIA Jack Ryan (Ben Affleck) a La suma de totes les pors (2002) o finalment l'artista cec que protegeix Jet Li a Danny the Dog (2004).
Mostra un cert compromís polític, i pren partit per la població negra americana, fent de Malcom X a la televisió a Death of the Prophet (1981), un abolicionista a Amistad (1997), i denuncia l'apartheid a Bopha! (1993), la seva primera pel·lícula com a director. Paral·lelament als seus papers de vell amb seny, fa papers inesperats: delinqüent salvatge a Perseguint la Betty (2000), és un coronel amb tèrboles ambicions a Dreamcatcher (2003), i fins i tot fa de Déu a la comèdia Bruce totpoderós. Als 68 anys, té finalment el reconeixement de la professió guanyant l'Oscar al millor actor secundari pel seu paper d'antic boxejador borni a Million Dollar Baby (2005) del seu fidel amic Clint Eastwood.

## Filmografia
- 1964: The Pawnbroker, de Sidney Lumet
- 1966: A Man Called Adam, de Leo Penn
- 1968: Where Were You When the Lights Went Out?, de Hy Averback
- 1971: The Electric Company, de Henry Behar i Bob Schwarz (TV)
- 1972: Who Says I Can't Ride a Rainbow!, d'Edward Mann
- 1973: Blade, d'Ernest Pintoff
- 1978: Roll of Thunder, Hear My Cry, de Jack Smight (TV)
- 1979: Coriolanus, de Wilford Leach
- 1979: Hollow Image, de Marvin J. Chomsky (TV)
- 1980: Attica, de Marvin J. Chomsky (TV)
- 1980: Brubaker, de Stuart Rosenberg
- 1981: Death of a Prophet, de Woodie King Jr.
- 1981: Testimoni presencial (Eyewitness), de Peter Yates
- 1981: The Marva Collins Story, de Peter Levin (TV)
- 1982: Another World, de William J. Bell i Irna Phillips (TV)
- 1984: Harry i fill (Harry and Son), de Paul Newman
- 1984: Mestres d'avui (Teachers), d'Arthur Hiller
- 1985: The Atlanta Child Murders, de John Erman (TV)
- 1985: Marie, de Roger Donaldson
- 1985: Ara és diferent (That Was Then... This Is Now), de Christopher Cain
- 1985: The Execution of Raymond Graham, de Daniel Petrie (TV)
- 1986: Resting Place, de John Korty (TV)
- 1987: Street Smart, de Jerry Schatzberg
- 1987: Fight for Life, d'Elliot Silverstein (TV)
- 1988: Clinton and Nadine, de Jerry Schatzberg (TV)
- 1988: Alcohol i coca (Clean and Sober), de Glenn Gordon Caron
- 1989: Escola de joves rebels (Lean on Me), de John G. Avildsen
- 1989: Johnny Handsome de Walter Hill
- 1989: Tot passejant Miss Daisy (Driving Miss Daisy), de Bruce Beresford
- 1989: Temps de glòria (Glory), d'Edward Zwick
- 1990: La foguera de les vanitats (The Bonfire of the Vanities), de Brian De Palma
- 1991: A Festival at Ford's (TV)
- 1991: Robin Hood: Príncep dels lladres (Robin Hood: Prince of Thieves), de Kevin Reynolds
- 1992: The Power of One, de John G. Avildsen
- 1992: Sense perdó (Unforgiven), de Clint Eastwood
- 1994: Cadena perpètua (The Shawshank Redemption), de Frank Darabont
- 1994: A Century of Cinema, de Caroline Thomas
- 1995: Esclat (Outbreak), de Wolfgang Petersen
- 1995: Seven, de David Fincher
- 1996: Moll Flanders, el coratge d'una dona (Moll Flanders), de Pen Densham
- 1996: Chain Reaction, d'Andrew Davis
- 1997: Kiss the Girls, de Gary Fleder
- 1997: Amistad, de Steven Spielberg
- 1998: Hard Rain, de Mikael Salomon
- 1998: Deep Impact, de Mimi Leder
- 2000: Sota sospita (Under Suspicion), de Stephen Hopkins
- 2000: Perseguint la Betty (Nurse Betty), de Neil LaBute
- 2001: Along Came a Spider, de Lee Tamahori
- 2002: High Crimes, de Carl Franklin
- 2002: The Sum of All Fears', de Phil Alden Robinson
- 2003: Levity, de Ed Solomon
- 2003: El caçador de somnis (Dreamcatcher), de Lawrence Kasdan
- 2003: Bruce Almighty, de Tom Shadyac
- 2003: Guilty by Association, de Po Johns i Howard Gibson (vídeo)
- 2004: Cop a Hawaii (The Big Bounce), de George Armitage
- 2004: Million Dollar Baby, de Clint Eastwood
- 2005: Danny the Dog, de Louis Leterrier
- 2005: Batman Begins, de Christopher Nolan
- 2005: Una vida per endavant (An Unfinished Life), de Lasse Hallström
- 2005: Edison: Ciutat sense llei (Edison), de David J. Burke
- 2006: El cas Slevin (Lucky Number Slevin), de Paul McGuigan
- 2006: Dona'm deu raons (10 Items or Less), de Brad Silberling
- 2006: The Contract, de Bruce Beresford
- 2007: El joc de l'amor (The Feast of Love), de Robert Benton
- 2007: Adéu, nena, adéu (Gone Baby Gone), de Ben Affleck
- 2007: Evan Almighty de Tom Shadyac
- 2008: El cavaller fosc (The Dark Knight), de Christopher Nolan
- 2008: O ara o mai (The Bucket List), de Rob Reiner
- 2008: The Code
- 2008: Wanted
- 2009: Invictus
- 2009: The Maiden Heist
- 2010: Red, de Robert Schwentke
- 2011: La gran aventura del dofí Winter (Dolphin Tale)
- 2012: El cavaller fosc: la llegenda reneix (The Dark Knight Rises), de Christopher Nolan
- 2013: Ara em veus (Now You See Me)
- 2013: Objectiu: La Casa Blanca (Olympus Has Fallen)
- 2013: Oblivion
- 2014: Lucy
- 2014: Àtic sense ascensor (5 Flights Up)
- 2014: Transcendència (Transcendence)
- 2015: Momentum
- 2015: Ted 2
- 2016: London Has Fallen
- 2016: Ara em veus 2 (Now You See Me 2)
- 2017: Un cop amb estil (Going in Style)
- 2017: Benvinguts a Vil·la Capri (Just Getting Started)
- 2018: The Nutcracker and the Four Realms
- 2018: Alpha (narrador)
- 2019: Angel Has Fallen
- 2019: The Poison Rose
- 2020: The Comeback Trail
- 2021: Coming 2 America
- 2021: Vanquish
- 2021: Hitman's Wife's Bodyguard
- 2022: Paradise Highway
- 2022: The Minute You Wake Up Dead
- 2023: The Ritual Killer
- 2023: A Good Person

## Premis i nominacions

### Premis
- 1990: Globus d'Or al millor actor musical o còmic per Tot passejant Miss Daisy
- 2005: Oscar al millor actor secundari per Million Dollar Baby
- 2010: Premi Cecil B. DeMille

### Nominacions
- 1988: Oscar al millor actor secundari per Street Smart
- 1988: Globus d'Or al millor actor secundari per Street Smart
- 1990: Oscar al millor actor per Tot passejant Miss Daisy
- 1995: Oscar al millor actor per Cadena perpètua
- 1995: Globus d'Or al millor actor dramàtic per Cadena perpètua
- 2005: Globus d'Or al millor actor secundari per Million Dollar Baby
- 2010: Oscar al millor actor per Invictus
- 2010: Globus d'Or al millor actor dramàtic per Invictus